# 1,2-Diclorotetrafluoroetano
1,2-Diclorotetrafluoretano, ou R-114, também conhecido como criofluorano ( DCI ), é um clorofluorcarbono (CFC) com a fórmula molecular ClF 2 CCF 2 Cl. Seu uso primário tem sido como refrigerante. É um gás não inflamável com um odor adocicado semelhante ao do clorofórmio, com o ponto crítico ocorrendo a 145,6 °C e 3,26 MPa. Quando pressurizado ou resfriado, é um líquido incolor. Ele está listado na lista do Painel Intergovernamental sobre Mudanças Climáticas de produtos químicos que destroem a camada de ozônio e é classificado como uma substância destruidora de ozônio Classe I do Protocolo de Montreal . 
Quando usado como refrigerante, o R-114 é classificado como refrigerante de média pressão.
A Marinha dos EUA usa o R-114 em seus resfriadores centrífugos em vez do R-11 para evitar o vazamento de ar e umidade no sistema. Enquanto o evaporador de um refrigerador carregado com R-11 funciona a vácuo durante a operação, o R-114 produz aproximadamente 0 psig de pressão operacional no evaporador.

## Perigos
Além de seus imensos impactos ambientais, o R114, como a maioria dos clorofluoralcanos, forma gás fosgênio quando exposto a chamas, que é altamente tóxico e corrosivo. 